# Happy That You Found Me
Happy That You Found Me è un singolo del cantante svedese Danny Saucedo, pubblicato il 2 marzo 2024 su etichetta discografica TEN Music Group.

## Descrizione
Con Happy That You Found Me il cantante ha preso parte a Melodifestivalen 2024, la competizione canora svedese utilizzata come processo di selezione per l'Eurovision Song Contest. Essendo risultato il più votato dal pubblico fra i sei partecipanti alla sua semifinale, ha avuto accesso diretto alla finale, dove si è piazzato al 6º posto su 12 partecipanti con 74 punti totalizzati.

## Tracce
Testi e musiche di Danny Saucedo, John Martin, Kristoffer Fogelmark e Michel Zitron.
1. Happy That You Found Me – 3:00

## Classifiche

### Classifiche settimanali
| Classifica (2024) | Posizione massima |
| ----------------- | ----------------- |
| Svezia            | 10                |